# Regering-Messmer II
De regering–Messmer II (Frans: Gouvernement Pierre Messmer II) was de regering van de Franse Republiek van 5 april 1973 tot 1 maart 1974.
| Ambtsbekleder                          | Ambtsbekleder            | Ambtsbekleder                        | Functie(s)                               | Ambtstermijn | Ambtstermijn | Partij |
| -------------------------------------- | ------------------------ | ------------------------------------ | ---------------------------------------- | ------------ | ------------ | ------ |
|                                        | Pierre Messmer           | Pierre Messmer (1916–2007)           | Premier                                  | 6 juli 1972  | 27 mei 1974  | UDR    |
|                                        | Raymond Marcellin        | Raymond Marcellin (1914–2004)        | Minister van Binnenlandse Zaken          | 31 mei 1968  | 1 maart 1974 | RI     |
|                                        | Raymond Barre            | Michael Jobert (1921–2002)           | Minister van Buitenlandse Zaken          | 5 april 1973 | 27 mei 1974  | DVG    |
|                                        | Valéry Giscard d'Estaing | Valéry Giscard d'Estaing (1926–2020) | Minister van Financiën                   | 20 juni 1969 | 27 mei 1974  | RI     |
| Minister van Economische Zaken         | Valéry Giscard d'Estaing | Valéry Giscard d'Estaing (1926–2020) |                                          | 20 juni 1969 | 27 mei 1974  | RI     |
|                                        |                          | Robert Galley (1921–2012)            | Minister van Defensie                    | 5 april 1973 | 27 mei 1974  | UDR    |
|                                        | Jean Taittinger          | Jean Taittinger (1923–2012)          | Minister van Justitie                    | 5 april 1973 | 27 mei 1974  | UDR    |
| Zegelbewaarder                         | Jean Taittinger          | Jean Taittinger (1923–2012)          |                                          | 5 april 1973 | 27 mei 1974  | UDR    |
|                                        | Michel Poniatowski       | Michel Poniatowski (1922–2002)       | Minister van Volksgezondheid             | 5 april 1973 | 27 mei 1974  | RI     |
| Minister van Sociale Zaken             | Michel Poniatowski       | Michel Poniatowski (1922–2002)       |                                          | 5 april 1973 | 27 mei 1974  | RI     |
|                                        | Georges Gorse            | Georges Gorse (1915–2002)            | Minister van Arbeid en Werkgelegenheid   | 5 april 1973 | 27 mei 1974  | UDR    |
|                                        |                          | Joseph Fontanet (1921–1980)          | Minister van Onderwijs                   | 6 juli 1972  | 27 mei 1974  | CDP    |
|                                        |                          | Jean Charbonnel (1927–2014)          | Minister van Wetenschap                  | 6 juli 1972  | 1 maart 1974 | UDR    |
| Minister voor Industriële Zaken        |                          | Jean Charbonnel (1927–2014)          |                                          | 6 juli 1972  | 1 maart 1974 | UDR    |
|                                        | Yves Guéna               | Yves Guéna (1922–2016)               | Minister van Transport                   | 5 april 1973 | 1 maart 1974 | UDR    |
|                                        | Olivier Guichard         | Olivier Guichard (1920–2004)         | Minister van Huisvesting                 | 6 juli 1972  | 27 mei 1974  | UDR    |
| Minister van Ruimtelijke Ordening      | Olivier Guichard         | Olivier Guichard (1920–2004)         |                                          | 6 juli 1972  | 27 mei 1974  | UDR    |
| Minister voor Toerisme                 | Olivier Guichard         | Olivier Guichard (1920–2004)         | 5 april 1973                             |              | 27 mei 1974  | UDR    |
|                                        | Jacques Chirac           | Jacques Chirac (1932–2019)           | Minister van Landbouw en Visserij        | 6 juli 1972  | 1 maart 1974 | UDR    |
|                                        | Robert Poujade           | Robert Poujade (1928–2020)           | Minister van Milieu                      | 5 april 1973 | 1 maart 1974 | UDR    |
|                                        | Alain Peyrefitte         | Alain Peyrefitte (1925–1999)         | Minister van Publieke Diensten           | 5 april 1973 | 1 maart 1974 | UDR    |
| Minister voor Bestuurlijke Vernieuwing | Alain Peyrefitte         | Alain Peyrefitte (1925–1999)         |                                          | 5 april 1973 | 1 maart 1974 | UDR    |
|                                        |                          | Bernard Stasi (1930–2011)            | Minister van Overzeese Gebiedsdelen      | 5 april 1973 | 1 maart 1974 | CDP    |
|                                        | Maurice Druon            | Maurice Druon (1918–2009)            | Minister van Cultuur                     | 5 april 1973 | 1 maart 1974 | DVD    |
|                                        | Jean Royer               | Jean Royer (1920–2011)               | Minister voor Midden- en Kleinbedrijf    | 5 april 1973 | 1 maart 1974 | DVD    |
| Minister voor Beroepsopleiding         | Jean Royer               | Jean Royer (1920–2011)               |                                          | 5 april 1973 | 1 maart 1974 | DVD    |
|                                        | André Bord               | André Bord (1922–2013)               | Minister voor Veteranenzaken             | 6 juli 1972  | 27 mei 1974  | UDR    |
|                                        |                          | Hubert Germain (1920–2021)           | Minister voor Post                       | 20 juni 1969 | 1 maart 1974 | UDR    |
|                                        | Philippe Malaud          | Philippe Malaud (1925–2007)          | Minister voor Informatie                 | 5 april 1973 | 1 maart 1974 | RI     |
|                                        |                          | Joseph Comiti (1920–2000)            | Minister voor Parlementaire Betrekkingen | 5 april 1973 | 1 maart 1974 | UDR    |